# Conflito de Casamansa
O Conflito de Casamansa é uma guerra civil de baixo nível que tem sido travada entre o Governo do Senegal e o Movimento das Forças Democráticas de Casamansa (MFDC) desde 1990, sobre a questão da independência para a região de Casamansa.
Segundo historiadores, o primeiro presidente do Senegal, Leopold Senghor, fez uma promessa aos líderes de Casamansa antes da independência da França em 1960 que se juntassem ao Senegal por 20 anos, teriam sua própria independência posteriormente. Quando o governo não seguiu com a promessa em 1980, manifestações de rua na capital de Casamansa, Ziguinchor, tornaram-se violentas.
O grupo rebelde, o MFDC, foi fundado como um grupo político em 1947 pelos líderes diolas Emile Badiane e Victor Diatta e pelos fulas Édouard Diallo e Ibou Diallo. O MFDC organizava manifestações desde 1982, em 1985 formou seu braço armado diúla chamado Atika que significa guerreiro, teve o apoio do presidente da Guiné-Bissau, João Bernardo Vieira, até sua queda em 1999.
A alta popularidade do MFDC foi somada às denúncias de grupos de direitos humanos da repressão brutal contra os manifestantes que pediam o cumprimento da promessa de Senghor. A região é habitada principalmente pelos diolas que têm uma longa tradição de movimentos de independência. Em 1982, os líderes da organização foram presos, gerando um círculo vicioso de aumento da resistência e, portanto, a repressão do exército senegalês.
Diversos cessar-fogo foram acordados durante a década de 1990, mas nenhum durou, o primeiro foi assinado em 31 de maio de 1991. O padre Augustin Diamacoune Senghor passou a conduzir o MFDC e seguiu uma política de diálogo e reconciliação. No entanto, o governo senegalês recusou-se a considerar a independência da região, e tentou convencer alguns membros do MFDC dividir o grupo e reiniciar a luta.
Em 1996, foram iniciadas as negociações de paz e em 26 de dezembro de 1999 foi assinado outro cessar-fogo, mas cerca de 500 pessoas morreriam em batalhas até março de 2001, quando Senghor e Abdoulaye Wade, o presidente do Senegal, chegaram a um acordo paz. Isto permitiu a libertação de prisioneiros, o regresso dos refugiados e à remoção de minas terrestres, mas não trouxe a independência. Alguns rebeldes viram isso como uma traição da causa o que levou finalmente a divisão do grupo em duas facções, enfrentando entre si a assinatura de um novo cessar-fogo entre Senghor e o governo em dezembro de 2004.
Desde a divisão manteve-se uma guerra de baixa intensidade constante. Em 2005, houve novas negociações, conseguindo a desmobilização parcial dos insurgentes e a violência começou a diminuir, mas em abril do ano seguinte confrontos entre grupos rebeldes e o Exército em junho  fizeram 9000 fugirem pela fronteira com Gâmbia. Em janeiro de 2007, Senghor morreu e em maio os confrontos entre diferentes facções foi retomado. 
Em 2009, os confrontos ocasionais continuam a ocorrer, entre militares e "rebeldes", mas também entre grupos rivais.. 
Casamansa, anteriormente uma das regiões mais prósperas do país, foi profundamente traumatizada pela violência. Atualmente trabalha para reconstruir e restaurar sua imagem, especialmente como destino turístico.